# Glypta arctata
Glypta arctata là một loài tò vò trong họ Ichneumonidae.